# 기무라 아쓰시
기무라 아쓰시(일본어: 木村 敦志, 1984년 5월 1일 ~ )는 일본의 전 축구 선수이다.

## 구단 경력
과거 감바 오사카에서 활동하였다.

## 국가대표팀 경력
그는 2001년 FIFA U-17 세계 축구 선수권 대회에 참가할 일본 U-17 국가대표팀에 선발되었으나 경기에 출전하지는 못하였다.